# Patricia Lobeira Rodríguez
Patricia Lobeira Rodríguez (Veracruz, Veracruz; 13 de diciembre de 1982) es una abogada y política mexicana afiliada al Partido Acción Nacional (PAN). Actualmente, es alcaldesa del municipio de Veracruz.

## Primeros años
Egresó como licenciada en Derecho por la Universidad Cristóbal Colón, en donde obtuvo mención honorífica el 2 de febrero de 2007. En el año 2020, realizó un Diplomado en Alto Liderazgo Político en la Red de Universidades Anáhuac. Cuenta con un doctorado honoris causa por el Claustro Doctoral Honoris Causa. 
Además del idioma español, que es su lengua materna, tiene conocimientos del idioma inglés, alemán y francés, de este último, obteniendo un diploma por el Ministerio de la Educación Nacional de Francia en 2005.
En 2007 contrajo matrimonio con el político Miguel Ángel Yunes Márquez. mismo que culminó en 2024 con la firma del divorcio. 

## Cargos públicos
En dos periodos distintos, se ha desempeñado como Presidenta Honoraria del Sistema Nacional para el Desarrollo Integral de las Familias, conocido como DIF, en el Ayuntamiento de Boca Del Río en Veracruz. El primero, de 2008 a 2011 y posteriormente del 2014 al 2018. 
Anterior a ello, realizó prácticas profesionales en la Embajada de México en Berlín, desempeñando actividades administrativas en el departamento de relaciones internacionales y prensa, así como análisis y traducción de información sobre México en Alemania. 
El 30 de diciembre del 2021, la Sala Superior del Tribunal Electoral del Poder Judicial de la Federación (TEPJF) confirmó su triunfo como alcaldesa del Puerto de Veracruz, tomando protesta del cargo el 31 de diciembre, convirtiéndose en la segunda mujer en gobernar en el municipio porteño, desde su fundación hace 500 años.